# Volley-ball masculin aux Jeux d'Amérique centrale et des Caraïbes 2010
Navigation
Carthagène des Indes 2006 ? 2014
La 19e épreuve de volley-ball masculin de la 21e édition des Jeux d'Amérique centrale et des Caraïbes  se déroule du 24 juillet au 29 juillet 2010 à Mayaguez à Porto Rico.

## Équipes qualifiées
| - République dominicaine - Mexique - Barbade - Venezuela | - Porto Rico - Trinité-et-Tobago - Panama |

## Déroulement de la compétition

### Tour préliminaire

#### Composition des poules
| Poule A                                 | Poule B                                      |
| --------------------------------------- | -------------------------------------------- |
| Venezuela Panama République dominicaine | Mexique Trinité-et-Tobago Porto Rico Barbade |

#### Poule A
| # | Équipe                 | Pts | J | G | P | Sp | Sc | Ratio | Pp  | Pc  | Ratio |
| - | ---------------------- | --- | - | - | - | -- | -- | ----- | --- | --- | ----- |
| 1 | Venezuela              | 4   | 2 | 2 | 0 | 6  | 0  | MAX   | 150 | 103 | 1.456 |
| 2 | République dominicaine | 3   | 2 | 1 | 1 | 3  | 4  | 0.75  | 156 | 162 | 0.963 |
| 3 | Panama                 | 2   | 2 | 0 | 2 | 1  | 6  | 0.167 | 136 | 177 | 0.768 |

#### Poule B
| # | Équipe            | Pts | J | G | P | Sp | Sc | Ratio | Pp  | Pc  | Ratio |
| - | ----------------- | --- | - | - | - | -- | -- | ----- | --- | --- | ----- |
| 1 | Porto Rico        | 6   | 3 | 3 | 0 | 9  | 2  | 4.5   | 269 | 208 | 1.293 |
| 2 | Mexique           | 5   | 3 | 2 | 1 | 7  | 3  | 2.333 | 241 | 217 | 1.111 |
| 3 | Trinité-et-Tobago | 4   | 3 | 1 | 2 | 3  | 6  | 0.5   | 186 | 221 | 0.842 |
| 4 | Barbade           | 3   | 3 | 0 | 3 | 1  | 9  | 0.111 | 202 | 252 | 0.802 |

### Tour final

#### Classement 1-4
|  | Quarts de finale                       | Quarts de finale                  |                             |                             | Demi-finales                      | Demi-finales                      |  |  | Finale                                  | Finale                                  |
|  | Quarts de finale                       | Quarts de finale                  |                             |                             | Demi-finales                      | Demi-finales                      |  |  | Finale                                  | Finale                                  |
|  |                                        |                                   |                             |                             |                                   |                                   |  |  |                                         |                                         |
|  | 27.07.10, 22-25 25-20 25-20 25-21      | 27.07.10, 22-25 25-20 25-20 25-21 |                             |                             | 28.07.10, 25-21 25-27 25-23 25-22 | 28.07.10, 25-21 25-27 25-23 25-22 |  |  | 29.07.10, 18-25 25-22 25-19 20-25 20-18 | 29.07.10, 18-25 25-22 25-19 20-25 20-18 |
|  | 27.07.10, 22-25 25-20 25-20 25-21      | 27.07.10, 22-25 25-20 25-20 25-21 |                             |                             | 28.07.10, 25-21 25-27 25-23 25-22 | 28.07.10, 25-21 25-27 25-23 25-22 |  |  | 29.07.10, 18-25 25-22 25-19 20-25 20-18 | 29.07.10, 18-25 25-22 25-19 20-25 20-18 |
|  | 27.07.10, 22-25 25-20 25-20 25-21      | 27.07.10, 22-25 25-20 25-20 25-21 | Porto Rico                  | 3                           |                                   |                                   |  |  | 29.07.10, 18-25 25-22 25-19 20-25 20-18 | 29.07.10, 18-25 25-22 25-19 20-25 20-18 |
|  | République dominicaine                 | 3                                 | Porto Rico                  | 3                           |                                   |                                   |  |  | 29.07.10, 18-25 25-22 25-19 20-25 20-18 | 29.07.10, 18-25 25-22 25-19 20-25 20-18 |
|  | République dominicaine                 | 3                                 | République dominicaine      | 1                           |                                   |                                   |  |  | 29.07.10, 18-25 25-22 25-19 20-25 20-18 | 29.07.10, 18-25 25-22 25-19 20-25 20-18 |
|  | Trinité-et-Tobago                      | 1                                 | République dominicaine      | 1                           |                                   |                                   |  |  | 29.07.10, 18-25 25-22 25-19 20-25 20-18 | 29.07.10, 18-25 25-22 25-19 20-25 20-18 |
|  | Trinité-et-Tobago                      | 1                                 | 28.07.10, 21-25 21-25 16-25 | 28.07.10, 21-25 21-25 16-25 | Porto Rico                        | 3                                 |  |  |                                         |                                         |
|  | 27.07.10, 25-19 25-21 25-14            |                                   | 28.07.10, 21-25 21-25 16-25 | 28.07.10, 21-25 21-25 16-25 | Porto Rico                        | 3                                 |  |  |                                         |                                         |
|  |                                        | Venezuela                         | 28.07.10, 21-25 21-25 16-25 | 28.07.10, 21-25 21-25 16-25 | 2                                 |                                   |  |  |                                         |                                         |
|  | Mexique                                | Venezuela                         | 28.07.10, 21-25 21-25 16-25 | 28.07.10, 21-25 21-25 16-25 | 2                                 | 3                                 |  |  |                                         |                                         |
|  | Mexique                                | Mexique                           | 0                           |                             |                                   | 3                                 |  |  |                                         |                                         |
|  | Panama                                 | Mexique                           | 0                           | 0                           |                                   |                                   |  |  |                                         |                                         |
|  | Panama                                 | Venezuela                         | 3                           | 0                           |                                   |                                   |  |  |                                         |                                         |
|  |                                        | Venezuela                         | 3                           | Match pour la 3e place      |                                   |                                   |  |  |                                         |                                         |
|  |                                        |                                   |                             |                             |                                   |                                   |  |  |                                         |                                         |
|  | 29.07.10, 25-21 25-23 15-25 16-25 7-15 |                                   |                             |                             |                                   |                                   |  |  |                                         |                                         |
|  |                                        |                                   |                             |                             |                                   |                                   |  |  |                                         |                                         |
|  | République dominicaine                 | 2                                 |                             |                             |                                   |                                   |  |  |                                         |                                         |
|  | République dominicaine                 | 2                                 |                             |                             |                                   |                                   |  |  |                                         |                                         |
|  | Mexique                                | 3                                 |                             |                             |                                   |                                   |  |  |                                         |                                         |
|  | Mexique                                | 3                                 |                             |                             |                                   |                                   |  |  |                                         |                                         |

## Classement final
| Place              | Équipe                 |
| ------------------ | ---------------------- |
| Médaille d'or      | Porto Rico             |
| Médaille d'argent  | Venezuela              |
| Médaille de bronze | Mexique                |
| 4                  | République dominicaine |
| 5                  | Panama                 |
| 6                  | Trinité-et-Tobago      |
| 7                  | Barbade                |

## Distinctions individuelles
- MVP : Hector Soto
- Meilleur marqueur : Nolan Tash
- Meilleur attaquant : Victor Rivera
- Meilleur serveur : Iván Márquez
- Meilleur contreur : Tomas Aguilera
- Meilleur passeur : Pedro Rangel
- Meilleur libéro : Ryan Mahadeo
- Meilleur défenseur : Luis de la Cruz
- Meilleur réceptionneur : Joel Silva